# High Scardus Trail
De High Scardus Trail is een langeafstandswandelpad in Kosovo, Noord-Macedonië en Albanië. 
De bewegwijzerde route is 495 kilometer lang en doorkruist in 22 etappes de bergen van onder andere Nationaal park Sharri en Nationaal park Šar Planina in het Šargebergte, Natuurpark Korab-Koritnik, Nationaal park Mavrovo, Nationaal park Shebenik-Jabllanicë en Nationaal park Galičica. De route start in Staro Selo en eindigt op de zuidoever van het Meer van Ohrid.